# Guillem Augier Novella
| « | Ogiers si fo uns ioglars de vianes, questet lonc temps in lombardia... | » |

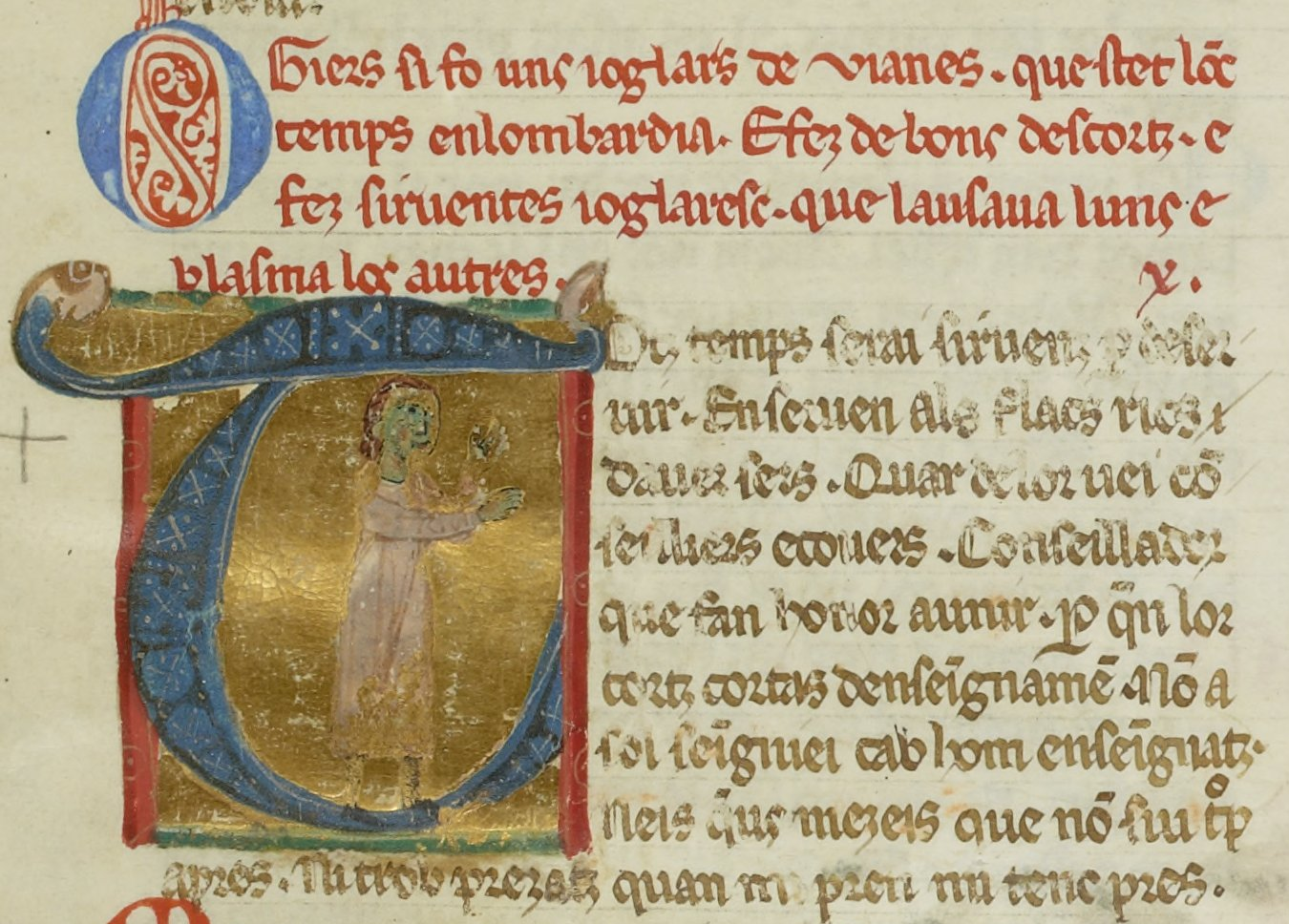
Traducció : "Augier era un joglar de Viena que va estar molt temps a Llombardia..."
Biblioteca Nacional de França, manuscrit cod. fr. 854, fol. 190; cançoner I

Guillem Augier Novella, també anomenat Augier de Vianes o Ogier de Vienne o Augier de Sant Donat o Ogier de Saint-Donat (v. 1185 Sant Donat (Delfinat) - ?), va ser un trobador de llengua d'oc que va viure principalment a Llombardia.

## Vida
Tal com indica el nom seria del Vienès, potser de la localitat de Sant Donat (Droma). El planh per Raimon Roger Trencavel mort el novembre de 1209 s'ha de datar de finals de 1209 o potser ja 1210. La darrera poesia datable seria de 1228 (dirigida a Ramon Berenguer IV de Provença). Se'n conserva una breu vida que indica que fou del Vienès, que va viure molt de temps a Llombardia i que feu descorts i sirventesos "joglarescs".

## Obra
S'han conservat nou de les seves composicions.

### Canso
- (205,4a)[3] Per vos, bella dous' amia[4]

### Descortz
- Erransa / pezansa[5]
- Quan vei lo dos temps venir[6]
- Ses alegratge[7]

### Partimens
- (79,1a = 205,1) Bertran, vos c'anar solïatz ab lairos (amb Bertran d'Aurel)
- (201,3 = 205,5) Guillems, prims iest en trobar a ma guiza (amb Guilhem)

### Planh
- (205,2) Quascus (Cascus) plor' e planh son dampnatge (Planh per Ramon Roger Trencavell)[8]

### Sirventes
- Sirventes avols e descortz / Laig faill cor e sabers e senz[9] (fragmentari)
- (205,7) Toz temps serai sirvens per deservir[10]